# Centromerita bicolor
Centromerita bicolor là một loài nhện trong họ Linyphiidae.
Con trưởng thành dài từ 3 đến 3,5 mm. prosoma là màu nâu. Chân nhạt màu hơn prosoma. Opisthosoma có màu xám đến xám tối. Nó sinh sống ở Palartic và Canada.